# Canton de Ligny-en-Barrois
Le canton de Ligny-en-Barrois est une circonscription électorale française située dans le département de la Meuse et la région Grand Est.
Le canton est créé en 1790 sous la Révolution française. À la suite du redécoupage cantonal de 2014, les limites territoriales du canton sont remaniées. Le nombre de communes du canton passe de 20 à 41.

## Géographie
Ce canton est organisé autour du bureau centralisateur de Ligny-en-Barrois et fait partie à la fois de l'arrondissement de Bar-le-Duc (pour 22 communes) et de l'arrondissement de Commercy (pour 19 communes). Son altitude varie de 217 m (Ligny-en-Barrois) à 451 m (Vaudeville-le-Haut) pour une altitude moyenne de 324 m. Sa superficie est de 638,24 km2.

## Histoire
Le canton de Ligny fait partie du district de Bar-sur-Ornain, créée par le décret du 30 janvier 1790.
Après la suppression des districts en 1795, le canton intègre l'arrondissement de Bar-le-Duc lors de la création de celui-ci le 27 vendémiaire an X (19 octobre 1801),.
À la suite du redécoupage cantonal de 2014, les limites territoriales du canton sont remaniées. Le nombre de communes du canton passe de 20 à 41, avec :
- l'ajout des 14 communes de l'ancien canton de Montiers-sur-Saulx : Biencourt-sur-Orge, Le Bouchon-sur-Saulx, Brauvilliers, Bure, Couvertpuis, Dammarie-sur-Saulx, Fouchères-aux-Bois, Hévilliers, Mandres-en-Barrois, Ménil-sur-Saulx, Montiers-sur-Saulx, Morley, Ribeaucourt et Villers-le-Sec ;
- l'ajout des 19 communes de l'ancien canton de Gondrecourt-le-Château : Abainville, Amanty, Badonvilliers-Gérauvilliers, Baudignécourt, Bonnet, Chassey-Beaupré, Dainville-Bertheléville, Delouze-Rosières, Demange-aux-Eaux, Gondrecourt-le-Château, Horville-en-Ornois, Houdelaincourt, Mauvages, Les Roises, Saint-Joire, Tréveray, Vaudeville-le-Haut, Vouthon-Bas et Vouthon-Haut ;
- le transfert de 4 communes dans le canton de Vaucouleurs : Loisey-Culey, Nançois-sur-Ornain, Salmagne et Willeroncourt ;
- le transfert de 8 communes dans le canton d'Ancerville : Guerpont, Maulan, Nant-le-Grand, Nant-le-Petit, Silmont, Tannois, Tronville-en-Barrois et Velaines.

## Représentation

### Conseillers d'arrondissement (de 1833 à 1940)
| Période                                  | Période      | Identité                             | Étiquette              | Qualité |
| ---------------------------------------- | ------------ | ------------------------------------ | ---------------------- | --- |
| 1833                                     | 1839         | M. Vivenot-Fauque                    |                        | Propriétaire, ancien adjoint au maire de Ligny-en-Barrois                                                   |
| 1839                                     | 1848         | M. Maillard                          |                        | Médecin à Ligny-en-Barrois                                                                                  |
| 1848                                     | 1852         | M. Simon-Varnesson                   |                        | Agent d'affaires à Ligny-en-Barrois                                                                         |
| 1852                                     | 1871         | Auguste Bardot-Willemart (1812-1886) |                        | Négociant en fer forgé à Ligny-en-Barrois                                                                   |
| 1871                                     | 1880         | Charles Pierre Léon Géminel          |                        | Docteur en médecine à Ligny-en-Barrois                                                                      |
| 1880                                     | 1883         | Louis-Claude Veingartner             |                        | Chef de bataillon en retraite à Ligny-en-Barrois                                                            |
| 1883                                     | 1886 (décès) | Émile Ernest Gettliffe               |                        | Manufacturier (fabriquant de verres de lunettes et d'optique), maire de Ligny-en-Barrois                    |
| 1886                                     | 1891 (décès) | Charles Varinot (1833-1891)          |                        | Entrepreneur de travaux publics, propriétaire à Tannois                                                     |
| 1891                                     | 1894 (décès) | Jean-Baptiste Petitjean (1824-1894)  |                        | Chaussonnier, maire de Ligny-en-Barrois                                                                     |
| 1894                                     | 1898         | Nicolas-Théophile Millot             |                        | Rentier à Ligny-en-Barrois, Président du Conseil d'arrondissement                                           |
| 1898                                     | 1906         | Pierre-Jules-Edmond Possien          | Républicain            | Hôtelier, maire de Ligny-en-Barrois                                                                         |
| 1906                                     | 1910         | Jules Estienne                       |                        | Notaire honoraire à Ligny-en-Barrois                                                                        |
| 1910                                     | 1912         | Jean Marie Eugène Husson             | Républicains de gauche | Notaire, maire de Ligny-en-Barrois (1912-?)                                                                 |
| 1912                                     | 1922 (décès) | Edmond Gillot (1843-1922)            |                        | Agriculteur, maire de Tannois (1878-1900 et 1908-?), Président du Conseil d'arrondissement                  |
| 1922                                     | 1925         | Camille Culot                        |                        | Industriel, marchand de bois, maire de Tronville-en-Barrois                                                 |
| 1925                                     | 1931 (décès) | Pierre-Auguste Kennel (1853-1931)    | Rad.                   | Propriétaire agriculteur à Ligny-en-Barrois                                                                 |
|                                          |              |                                      |                        | |
| 1934                                     | 1940         | Pierre-Léon Kennel fils (1881-1961)  | Rad.                   | Propriétaire agriculteur à Ligny-en-Barrois                                                                 |
| 1940                                     |              |                                      |                        | Les conseils d'arrondissement ont été suspendus par la loi du 12 octobre 1940 et n'ont jamais été réactivés |
| Les données manquantes sont à compléter. |              |                                      |                        | |

### Conseillers généraux de 1833 à 2015
| Période | Période          | Identité                             | Étiquette              | Qualité |
| ------- | ---------------- | ------------------------------------ | ---------------------- | --- |
| 1833    | 1842             | Jean-Baptiste Mayeur-Guillermin      |                        | Marchand de bois, propriétaire Adjoint au maire de Ligny-en-Barrois                                              |
| 1842    | 1848             | Louis Prosper de Jacquot d'Andelarre |                        | Maître de forges, conseiller d'arrondissement Maire de Tréveray                                                  |
| 1848    | 1849 (démission) | Nicolas Pierre Alexandre Nocas       |                        | Notaire Maire de Ligny-en-Barrois                                                                                |
| 1849    | 1852             | Jean-Baptiste Mayeur-Guillermin      |                        | Marchand de bois, propriétaire Adjoint au maire de Ligny-en-Barrois                                              |
| 1852    | 1872 (décès)     | Louis Simon                          |                        | Banquier Maire de Ligny-en-Barrois                                                                               |
| 1872    | 1873 (démission) | Théodore Simon                       |                        | Banquier et négociant Maire de Ligny-en-Barrois                                                                  |
| 1873    | 1877             | Auguste Bardot-Willemart             | Droite                 | Rentier, négociant, Ligny-en-Barrois, ancien conseiller d'arrondissement                                         |
| 1877    | 1884 (décès)     | Auguste Vivenot (1835-1884)          | Gauche républicaine    | Ingénieur civil, rentier Ancien secrétaire général de la Préfecture de la Meuse (1871-1877) Sénateur (1879-1884) |
| 1885    | 1906 (démission) | Théodore Simon                       | Républicain            | Banquier et négociant Maire de Ligny-en-Barrois                                                                  |
| 1906    | 1912 (décès)     | Pierre Jules Edmond Possien          | Républicain            | Hôtelier Maire de Ligny-en-Barrois, conseiller d'arrondissement                                                  |
| 1912    | 1940             | Jean Marie Eugène Husson             | Républicains de gauche | Notaire Maire de Ligny-en-Barrois (1912-?), conseiller d'arrondissement                                          |
|         |                  |                                      |                        | |
| 1943    | 1945             | Léon Cornu                           |                        | Compassier Conseiller municipal de Ligny-en-Barrois Nommé conseiller départemental en 1943                       |
| 1943    | 1945             | Pierre Laviolette (1881-1958)        |                        | Opticien Maire de Ligny-en-Barrois Nommé conseiller départemental en 1943                                        |
|         |                  |                                      |                        | |
| 1945    | 1973 (décès)     | Louis Dodin (1902-1973)              | SFIO-PS                | Ouvrier magasinier à la Société des Lunetiers Maire de Ligny-en-Barrois                                          |
| 1973    | 1994             | Michel Leblanc                       | DVD                    | Chef d'entreprise Maire de Nançois-sur-Ornain                                                                    |
| 1994    | 2001             | Jackie Fonroques                     | DVD                    | Professeur d'allemand retraité Maire de Longeaux (1989-2014)                                                     |
| 2001    | 2015             | Roger Beauxerois                     | PS                     | Attaché Principal d'Administration Conseiller municipal de Ligny-en-Barrois                                      |

### Conseillers départementaux à partir de 2015
| Période élective | Période élective | Mandat | Mandat   | Identité           | Nuance | Nuance | Qualité |
| ---------------- | ---------------- | ------ | -------- | ------------------ | ------ | ------ | --- |
| 2015             | 2021             | 2015   | 2021     | Elisabeth Guerquin |        | DVD    | Auto-entrepreneur Adjointe au maire de Ligny-en-Barrois 8ème Vice-présidente- Culture, sports                                   |
| 2015             | 2021             | 2015   | 2021     | Daniel Ruhland     |        | DVD    | Chef d'entreprise Ancien conseiller général du Canton de Montiers-sur-Saulx (2008-2015) Maire de Montiers-sur-Saulx (2014-2020) |
| 2021             | 2028             | 2021   | en cours | Rémy Bour          |        | DVD    | Cadre Maire d'Houdelaincourt |
| 2021             | 2028             | 2021   | en cours | Isabelle Périn     |        | DIV    | Professeure des écoles, conseillère municipale de Ligny-en-Barrois, 7ème Vice-Présidente (tourisme, sport)                      |

### Résultats détaillés

#### Élections de mars 2015
À l'issue du 1er tour des élections départementales de 2015, deux binômes sont en ballottage : Elisabeth Guerquin et Daniel Ruhland (DVD, 35,15 %) et Anne-Marie Fernandes et Bernard Simonin (FN, 34,44 %). Le taux de participation est de 52,08 % (5 136 votants sur 9 861 inscrits) contre 53,07 % au niveau départemental et 50,17 % au niveau national.
Au second tour, Elisabeth Guerquin et Daniel Ruhland (DVD) sont élus avec 58,87 % des suffrages exprimés et un taux de participation de 52,1 % (2 708 voix pour 5 137 votants et 9 859 inscrits).

#### Élections de juin 2021
Le premier tour des élections départementales de 2021 est marqué par un très faible taux de participation (33,26 % au niveau national). Dans le canton de Ligny-en-Barrois, ce taux de participation est de 35,17 % (3 262 votants sur 9 275 inscrits) contre 34,51 % au niveau départemental. À l'issue de ce premier tour, deux binômes sont en ballottage : Rémy Bour et Isabelle Perin (Divers, 28,23 %) et Marc Mailfait et Corinne Muller (RN, 24,67 %).
Le second tour des élections est marqué une nouvelle fois par une abstention massive équivalente au premier tour. Les taux de participation sont de 34,36 % au niveau national, 35,74 % dans le département et 36,21 % dans le canton de Ligny-en-Barrois. Rémy Bour et Isabelle Perin (Divers) sont élus avec 65,41 % des suffrages exprimés (2 001 voix pour 3 361 votants et 9 282 inscrits),,.

## Composition

### Composition avant 2015

Situation du canton de Ligny-en-Barrois dans l'arrondissement de Bar-le-Duc avant 2015.

Le canton de Ligny-en-Barrois regroupait 20 communes sur une superficie de 224,79 km2.
| Nom                          | Code Insee | Codepostal | Superficie (km2) | Population (dernière pop. légale) | Densité (hab./km2) |
| ---------------------------- | ---------- | ---------- | ---------------- | --------------------------------- | ------------------ |
| Ligny-en-Barrois (chef-lieu) | 55291      | 55500      | 32,26            | 4 170 (2012)                      | 129                |
| Chanteraine                  | 55358      | 55500      | 22,40            | 198 (2012)                        | 8,8                |
| Givrauval                    | 55214      | 55500      | 9,69             | 329 (2012)                        | 34                 |
| Guerpont                     | 55221      | 55000      | 6,12             | 254 (2012)                        | 42                 |
| Loisey-Culey                 | 55298      | 55000      | 24,48            | 464 (2012)                        | 19                 |
| Longeaux                     | 55300      | 55500      | 7,49             | 231 (2012)                        | 31                 |
| Maulan                       | 55326      | 55500      | 4,22             | 98 (2012)                         | 23                 |
| Menaucourt                   | 55332      | 55500      | 6,30             | 231 (2012)                        | 37                 |
| Naix-aux-Forges              | 55370      | 55500      | 6,32             | 205 (2012)                        | 32                 |
| Nançois-sur-Ornain           | 55372      | 55500      | 7,98             | 388 (2012)                        | 49                 |
| Nant-le-Grand                | 55373      | 55500      | 11,26            | 67 (2012)                         | 6                  |
| Nant-le-Petit                | 55374      | 55500      | 9,02             | 84 (2012)                         | 9,3                |
| Nantois                      | 55376      | 55500      | 6,05             | 84 (2012)                         | 14                 |
| Saint-Amand-sur-Ornain       | 55452      | 55500      | 6,06             | 73 (2012)                         | 12                 |
| Salmagne                     | 55466      | 55000      | 16,73            | 304 (2012)                        | 18                 |
| Silmont                      | 55488      | 55000      | 3,83             | 183 (2012)                        | 48                 |
| Tannois                      | 55504      | 55000      | 13,34            | 386 (2012)                        | 29                 |
| Tronville-en-Barrois         | 55519      | 55310      | 12,64            | 1 536 (2012)                      | 122                |
| Velaines                     | 55543      | 55500      | 10,71            | 896 (2012)                        | 84                 |
| Willeroncourt                | 55581      | 55500      | 7,89             | 118 (2012)                        | 15                 |

### Composition à partir de 2015
Lors du redécoupage de 2014, le canton de Ligny-en-Barrois regroupait 41 communes sur une superficie de 638,24 km2.
À la suite de la création au 1er janvier 2019 de la commune nouvelle de Demange-Baudignécourt, le canton comprend désormais quarante communes entières.
| Nom                                      | Code Insee | Intercommunalité        | Superficie (km2) | Population (dernière pop. légale) | Densité (hab./km2) | Modifier                                    |
| ---------------------------------------- | ---------- | ----------------------- | ---------------- | --------------------------------- | ------------------ | ------------------------------------------- |
| Ligny-en-Barrois (bureau centralisateur) | 55291      | CA Bar-le-Duc Sud Meuse | 32,26            | 3 696 (2022)                      | 115                | modifier les données · modifier les données |
| Abainville                               | 55001      | CC des Portes de Meuse  | 13,67            | 282 (2022)                        | 21                 | modifier les données · modifier les données |
| Amanty                                   | 55005      | CC des Portes de Meuse  | 11,17            | 35 (2022)                         | 3,1                | modifier les données · modifier les données |
| Badonvilliers-Gérauvilliers              | 55026      | CC des Portes de Meuse  | 21,03            | 127 (2022)                        | 6,0                | modifier les données · modifier les données |
| Biencourt-sur-Orge                       | 55051      | CC des Portes de Meuse  | 12,38            | 112 (2022)                        | 9,0                | modifier les données · modifier les données |
| Bonnet                                   | 55059      | CC des Portes de Meuse  | 29,06            | 181 (2022)                        | 6,2                | modifier les données · modifier les données |
| Le Bouchon-sur-Saulx                     | 55061      | CC des Portes de Meuse  | 5,42             | 232 (2022)                        | 43                 | modifier les données · modifier les données |
| Brauvilliers                             | 55075      | CC des Portes de Meuse  | 9,26             | 164 (2022)                        | 18                 | modifier les données · modifier les données |
| Bure                                     | 55087      | CC des Portes de Meuse  | 18,39            | 88 (2022)                         | 4,8                | modifier les données · modifier les données |
| Chanteraine                              | 55358      | CA Bar-le-Duc Sud Meuse | 22,40            | 186 (2022)                        | 8,3                | modifier les données · modifier les données |
| Chassey-Beaupré                          | 55104      | CC des Portes de Meuse  | 14,11            | 87 (2022)                         | 6,2                | modifier les données · modifier les données |
| Couvertpuis                              | 55133      | CC des Portes de Meuse  | 8,87             | 82 (2022)                         | 9,2                | modifier les données · modifier les données |
| Dainville-Bertheléville                  | 55142      | CC des Portes de Meuse  | 40,30            | 121 (2022)                        | 3,0                | modifier les données · modifier les données |
| Dammarie-sur-Saulx                       | 55144      | CC des Portes de Meuse  | 11,34            | 369 (2022)                        | 33                 | modifier les données · modifier les données |
| Delouze-Rosières                         | 55148      | CC des Portes de Meuse  | 15,08            | 118 (2022)                        | 7,8                | modifier les données · modifier les données |
| Demange-Baudignécourt                    | 55150      | CC des Portes de Meuse  | 31,14            | 509 (2022)                        | 16                 | modifier les données · modifier les données |
| Fouchères-aux-Bois                       | 55195      | CC des Portes de Meuse  | 5,57             | 133 (2022)                        | 24                 | modifier les données · modifier les données |
| Givrauval                                | 55214      | CA Bar-le-Duc Sud Meuse | 9,69             | 287 (2022)                        | 30                 | modifier les données · modifier les données |
| Gondrecourt-le-Château                   | 55215      | CC des Portes de Meuse  | 51,33            | 1 041 (2022)                      | 20                 | modifier les données · modifier les données |
| Hévilliers                               | 55246      | CC des Portes de Meuse  | 10,60            | 156 (2022)                        | 15                 | modifier les données · modifier les données |
| Horville-en-Ornois                       | 55247      | CC des Portes de Meuse  | 7,62             | 46 (2022)                         | 6,0                | modifier les données · modifier les données |
| Houdelaincourt                           | 55248      | CC des Portes de Meuse  | 16,07            | 277 (2022)                        | 17                 | modifier les données · modifier les données |
| Longeaux                                 | 55300      | CA Bar-le-Duc Sud Meuse | 7,49             | 219 (2022)                        | 29                 | modifier les données · modifier les données |
| Mandres-en-Barrois                       | 55315      | CC des Portes de Meuse  | 17,71            | 112 (2022)                        | 6,3                | modifier les données · modifier les données |
| Mauvages                                 | 55327      | CC des Portes de Meuse  | 21,11            | 240 (2022)                        | 11                 | modifier les données · modifier les données |
| Menaucourt                               | 55332      | CA Bar-le-Duc Sud Meuse | 6,30             | 229 (2022)                        | 36                 | modifier les données · modifier les données |
| Ménil-sur-Saulx                          | 55335      | CC des Portes de Meuse  | 12,03            | 245 (2022)                        | 20                 | modifier les données · modifier les données |
| Montiers-sur-Saulx                       | 55348      | CC des Portes de Meuse  | 44,55            | 366 (2022)                        | 8,2                | modifier les données · modifier les données |
| Morley                                   | 55359      | CC des Portes de Meuse  | 24,75            | 207 (2022)                        | 8,4                | modifier les données · modifier les données |
| Naix-aux-Forges                          | 55370      | CA Bar-le-Duc Sud Meuse | 6,32             | 195 (2022)                        | 31                 | modifier les données · modifier les données |
| Nantois                                  | 55376      | CA Bar-le-Duc Sud Meuse | 6,05             | 77 (2022)                         | 13                 | modifier les données · modifier les données |
| Ribeaucourt                              | 55430      | CC des Portes de Meuse  | 12,54            | 71 (2022)                         | 5,7                | modifier les données · modifier les données |
| Les Roises                               | 55436      | CC des Portes de Meuse  | 3,92             | 27 (2022)                         | 6,9                | modifier les données · modifier les données |
| Saint-Amand-sur-Ornain                   | 55452      | CA Bar-le-Duc Sud Meuse | 6,06             | 60 (2022)                         | 9,9                | modifier les données · modifier les données |
| Saint-Joire                              | 55459      | CC des Portes de Meuse  | 18,32            | 232 (2022)                        | 13                 | modifier les données · modifier les données |
| Tréveray                                 | 55516      | CC des Portes de Meuse  | 17,18            | 550 (2022)                        | 32                 | modifier les données · modifier les données |
| Vaudeville-le-Haut                       | 55534      | CC des Portes de Meuse  | 9,71             | 49 (2022)                         | 5,0                | modifier les données · modifier les données |
| Villers-le-Sec                           | 55562      | CC des Portes de Meuse  | 6,99             | 127 (2022)                        | 18                 | modifier les données · modifier les données |
| Vouthon-Bas                              | 55574      | CC des Portes de Meuse  | 7,22             | 40 (2022)                         | 5,5                | modifier les données · modifier les données |
| Vouthon-Haut                             | 55575      | CC des Portes de Meuse  | 13,23            | 78 (2022)                         | 5,9                | modifier les données · modifier les données |
| Canton de Ligny-en-Barrois               | 5510       |                         | 638,24           | 11 453 (2022)                     | 18                 | modifier les données                        |

## Démographie

### Démographie avant 2015
| 1962   | 1968   | 1975   | 1982   | 1990   | 1999   | 2006   | 2011   | 2012   |
| ------ | ------ | ------ | ------ | ------ | ------ | ------ | ------ | ------ |
| 11 258 | 12 720 | 12 860 | 12 754 | 12 519 | 11 896 | 10 970 | 10 385 | 10 299 |

### Démographie depuis 2015
En 2022, le canton comptait 11 453 habitants, en évolution de −7,04 % par rapport à 2016 (Meuse : −4,4 %, France hors Mayotte : +2,11 %).
| 2013   | 2018   | 2022   |
| ------ | ------ | ------ |
| 12 775 | 12 083 | 11 453 |